# Czesław Lang
Czesław Lang (Kołczygłowy, 17 mei 1955) is een Pools voormalig wielrenner.

## Loopbaan
Als Pools staatsamateur werd Lang tweede op de Olympische Spelen in Moskou op de weg. In 1982 werd hij de eerste wielrenner uit het Oostblok die een contract in het westen mocht tekenen. Hij zou tot 1989 voor diverse Italiaanse ploegen rijden.
Na zijn wielerloopbaan werd hij onder meer decennia lang organisator van de Ronde van Polen, die hijzelf in 1980 nog op zijn naam geschreven had, en transformeerde deze tot een Pro Tour-koers.

## Palmares
1975
 Pools kampioenschap tijdrijden
1976
 Pools kampioenschap tijdrijden
1977
 Pools kampioenschap tijdrijden
1979
4e etappe Ronde van de Vaucluse
Eindklassement Ronde van de Vaucluse
5e etappe Ronde van Mazovië
1980
3e etappe (TTT Ronde van Polen
Eindklassement Ronde van Polen
 Wegwedstrijd op de Olympische Zomerspelen
1981
 Pools kampioenschap tijdrijden
1e (deel B) en 4e (ITT) etappe Ronde van Małopolska
Eindklassement Ronde van Małopolska
1983
Proloog Tirreno-Adriatico
1986
3e etappe (TTT) Ronde van Italië
3e etappe Ronde van de Aude
1987
Proloog Ronde van Romandië
Millemetri del Corso di Mestre
1988
4e etappe (deel B, TTT) Ronde van Italië
3e etappe (deel B) Ronde van Catalonië
Trofeo Baracchi
Eindklassement Cronostaffetta

### Resultaten in voornaamste wedstrijden
| Jaar | Ronde van Italië | Ronde van Frankrijk | Ronde van Spanje |
| ---- | ---------------- | ------------------- | ---------------- |
| 1982 | 17e              |                     |                  |
| 1983 | 40e              |                     |                  |
| 1984 | 68e              | 93e                 |                  |
| 1985 | 57e              | 89e                 |                  |
| 1986 | 68e              |                     |                  |
| 1987 | 51e              | opgave              |                  |
| 1988 | 80e              |                     |                  |
| 1989 | 77e              |                     |                  |

| Jaar | Gent-Wevelgem |  | WK op de weg |
| ---- | ------------- |  | ------------ |
| 1982 |               |  | opgave       |
| 1983 |               |  |              |
| 1984 | 116e          |  |              |
| 1985 |               |  | opgave       |
| 1986 |               |  | 31e          |
| 1987 |               |  | 24e          |
| 1988 |               |  | 39e          |
| 1989 |               |  |              |

## Ploegen
- 1982 -  Gis Gelati
- 1983 -  Gis Gelati
- 1984 -  Carrera-Inoxpran
- 1985 -  Carrera-Inoxpran
- 1986 -  Del Tongo
- 1987 -  Del Tongo
- 1988 -  Del Tongo
- 1989 -  Malvor-Sidi

Wielerploegen van Czesław Lang
Aiardi ·
Battaglin · 
Bontempi ·
Fraccaro ·
Lang ·
Leali ·
Loro · 
Lualdi · 
Perini ·
Santoni ·
Tonon ·
Vagn Pedersen ·
Visentini
Bontempi ·
Bordonali ·
Breu · 
Chiappucci ·
Dazzan · 
Ghirotto ·
Lang ·
Leali ·
Mächler · 
Mutter · 
Perini ·
Rossignoli ·
Santoni ·
Tonon ·
Vagn Pedersen ·
Visentini ·
Zimmermann
Baronchelli ·
Ceruti ·
Cesarini ·
Giovenzana ·
Giupponi ·
Gölz · 
Lang ·
Loro ·
Milani ·
Pevenage ·
Piasecki ·
Piovani ·
Alberto Saronni ·
Antonio Saronni ·
Giuseppe Saronni
Baronchelli ·
Ceruti (tot 30/06) ·
Cesarini ·
Colombo ·
Contini ·
Giupponi ·
Lang ·
Loro ·
Milani ·
Piasecki ·
Piovani ·
Pozzi ·
Alberto Saronni ·
Antonio Saronni ·
Giuseppe Saronni ·
Vanotti
Ballerini ·
Chioccioli ·
Gelfi ·
Giupponi ·
Lang ·
Lecchi ·
Loro ·
Milani ·
Piasecki ·
Piovani ·
Rota ·
Alberto Saronni ·
Antonio Saronni ·
Giuseppe Saronni
Allocchio ·
Ballerini ·
Bordonali ·
Contini ·
Faresin ·
Fregonese ·
Furlan ·
Gallo ·
Giupponi ·
Lang ·
Lietti ·
Lorenzon ·
Pagnin ·
Piasecki ·
Piovani ·
Pizzol ·
Rota ·
A. Saronni ·
G. Saronni ·
Strazzer ·
Vanzella ·
Visentini
- International Standard Name Identifier: 0000 0001 1233 9093
- Nationale Bibliotheek van Tsjechië: js2016935555
- Virtual International Authority File: 163659089